# Базилевский-Блюмкин, Натан Григорьевич
Натан Григорьевич Базилевский-Блюмкин (Блюмкин; 1897—1965) — русский советский драматург и журналист. 

## Биография
В 1921—1922 годах служил рядовым в Первой Конной армии. В 1920—1923 годах учился в Екатеринославском университете. Начал печататься в 1923 году, как журналист. Работал в газетах «Рабочая газета», «Пролетарий», «Труд». Член Союза писателей с 1934 года.
С июля 1941 года ─ боец «писательской роты». 5 октября 1941 года был контужен и ранен в бою, в январе 1942 года уволен в запас по состоянию здоровья. С 1944 года ─ снова в рядах Советской Армии, участвовал в освобождении Румынии.
Его пьесы ставились, в частности, в Саратовском драматическом театре, Ал. Львовичем Грипичем поставлена пьеса «Закон Ликурга» (по Т. Драйзеру), Г. А. Товстоногов в 1951 году поставил эту пьесу в Театре им. Ленинского комсомола.
Ставился спектакль и в Театре Российской армии в Москве.

## Семья
Дочь — Инна Натановна Базилевская (Соловьёва) (1927—2024) — советский и российский литературный и театральный критик, театровед, киновед и педагог.

## Творчество
- В пьяную минуту (рассказ) 1930
- Мобилизация чувств (комедия) 1933 (пьеса ставилась в Москве реж. С. Ю. Урбахом)[3]
- Закон Ликурга (пьеса) 1934, по мотивам произведения Т. Драйзера «Американская трагедия»[4].
- Мешок соблазнов (по М. Твену) 1949